# Tetsu
Tetsu (jap. てつ, テツ) – męskie imię japońskie.

## Znane osoby
- Tetsu (テツ), basista japońskiego zespołu MERRY
- Tetsu Inada (徹), japoński seiyū
- Tetsu Inoue (テツ), japoński muzyk tworzący muzykę elektroniczną
- Tetsu Katayama (哲), polityk 46. premier Japonii
- Tetsu Nagasawa (徹), były japoński piłkarz
- Tetsu Sawaki (哲), japoński aktor
- Tetsu Shiratori (哲), japoński seiyū
- Tetsu Takano (哲), japoński wokalista najbardziej znany jako pierwszy wokalista zespołu MALICE MIZER
- Tetsu Watanabe (哲), japoński aktor

## Fikcyjne postacie
- Tetsu Ishida (鉄), postać z mangi i anime The Prince of Tennis
- Testu Sendagaya (千駄ヶ谷鉄), postać z mangi i anime Servamp